# Aleksander Kościów
Aleksander Kościów (ur. 5 maja 1974 w Opolu) – polski kompozytor, altowiolista, pedagog i pisarz. Od 2016 prorektor Uniwersytetu Muzycznego Fryderyka Chopina w Warszawie.

## Życiorys
Studiował na Akademii Muzycznej w Warszawie – kompozycję pod kierunkiem Mariana Borkowskiego (dyplom z wyróżnieniem) (1993–1998) oraz w klasie altówki Błażeja Sroczyńskiego (1994–1998).
Laureat konkursów kompozytorskich w Katowicach, Tychach, Warszawie, Częstochowie, Gdańsku i Krakowie.  Wykładowca Uniwersytetu Muzycznego Fryderyka Chopina w Warszawie.
W 2024 odznaczony brązowym Medalem „Zasłużony Kulturze Gloria Artis”.

## Twórczość
W twórczości kompozytorskiej skupia się przede wszystkim na muzyce kameralnej (m.in. 10 kwartetów smyczkowych) i chóralnej.
Autor powieści:
- Świat nura (2006),
- Przeproś (2008),
- Lecą wieloryby (2010)

oraz opowiadań. W numerze 52/2008 „Newsweek Polska” ukazało się jego opowiadanie Prawo głosu.